# Nikolaus von Jeroschin
Nikolaus von Jeroschin (Jeroschin, pol. Mikołaj Jeroschin) – żyjący w XIV wieku kronikarz niemiecki, kapelan wielkiego mistrza zakonu krzyżackiego Dietricha z Altenburga, kronikarz, tłumacz. 
W 1328 r. przetłumaczył na język średnio-wysoko-niemiecki łacińską Vita Sancti Adalberti Ioannesa Canapariusa, następnie w l. 1331-35 z inicjatywy wielkiego mistrza Luthra z Brunszwiku przełożył wierszem Chronicon terrae Prussiae Piotra z Dusburga. 
Adresowana do szerszego grona odbiorców Di Kronike von Pruzinlant Jeroschina jest twórczym tłumaczeniem kroniki Piotra z Dusburga, ponieważ zawiera nowe fakty, a pierwotny ton dydaktyczny, ujmujący zmagania krzyżacko-pruskie i krzyżacko-litewskie w kategoriach walki dobra ze złem, został znacznie złagodzony. Początek dzieła, liczący  330 wersów, zawiera modlitwę do Świętej Trójcy, parafrazę tekstu Starego Testamentu o znakach i cudach, omówienie okoliczności powstania tłumaczenia kroniki, informacje o zawartości i formie dzieła, prośbę o wyrozumiałość podczas czytania oraz modlitwę do Najświętszej Marii Panny, patronki zakonu. Właściwe tłumaczenie czterech ksiąg Piotra z Dusburga obejmuje wersy od 331 do 26655. Ponadto utwór zawiera na końcu 32-wersowy epilog Jeroschina oraz czterowersowy kolofon kronikarza. 
Kronikę Jeroschina przetłumaczono ponownie na łacinę.
Autograf utworu nie zachował się. Najstarsza kopia z 1 połowy XIV wieku jest fragmentem kroniki przechowywanym w archiwum w Linzu. Zachowany w całości odpis, tzw. egzemplarz stuttgarcki, datowany jest na połowę XIV wieku. Ponadto w Bibliotece Uniwersyteckiej UMK w Toruniu przechowywany jest rękopis z 2 połowy XIV wieku.  
Toruński egzemplarz kroniki zapisany został teksturą w dwóch kolumnach językiem wschodnio-środkowo-niemieckim (Ostmitteldeutsch).
Wartość dzieła Jeroschina jako źródła do dziejów Prus jest znacznie mniejsza niż jego wartość jako zabytku języka niemieckiego. Jest to najstarsza kronika w języku niemieckim pochodząca z wymienionego obszaru.